# Hydraena belgica
Hydraena belgica is een keversoort uit de familie van de Waterkruipers (Hydraenidae). De soort werd wetenschappelijk beschreven in 1930 door de Belgische entomoloog Armand d'Orchymont.
Hydraena belgica komt voor in Midden- en Oost-Europa, van België tot Bulgarije, in beken en riviertjes in heuvelland en laaggebergte.
De soort komt wellicht niet meer voor in Nederland. De enige waarneming in Nederland, vermoedelijk uit het begin van de twintigste eeuw, vond plaats in de rivier de Voer.